# NXT Tag Team Championship
L'NXT Tag Team Championship è un titolo mondiale di wrestling per la categoria di coppia della WWE ed esclusivo del roster di NXT, ed è detenuto da Hank Walker e Tank Ledger dal 19 aprile 2025.

## Storia

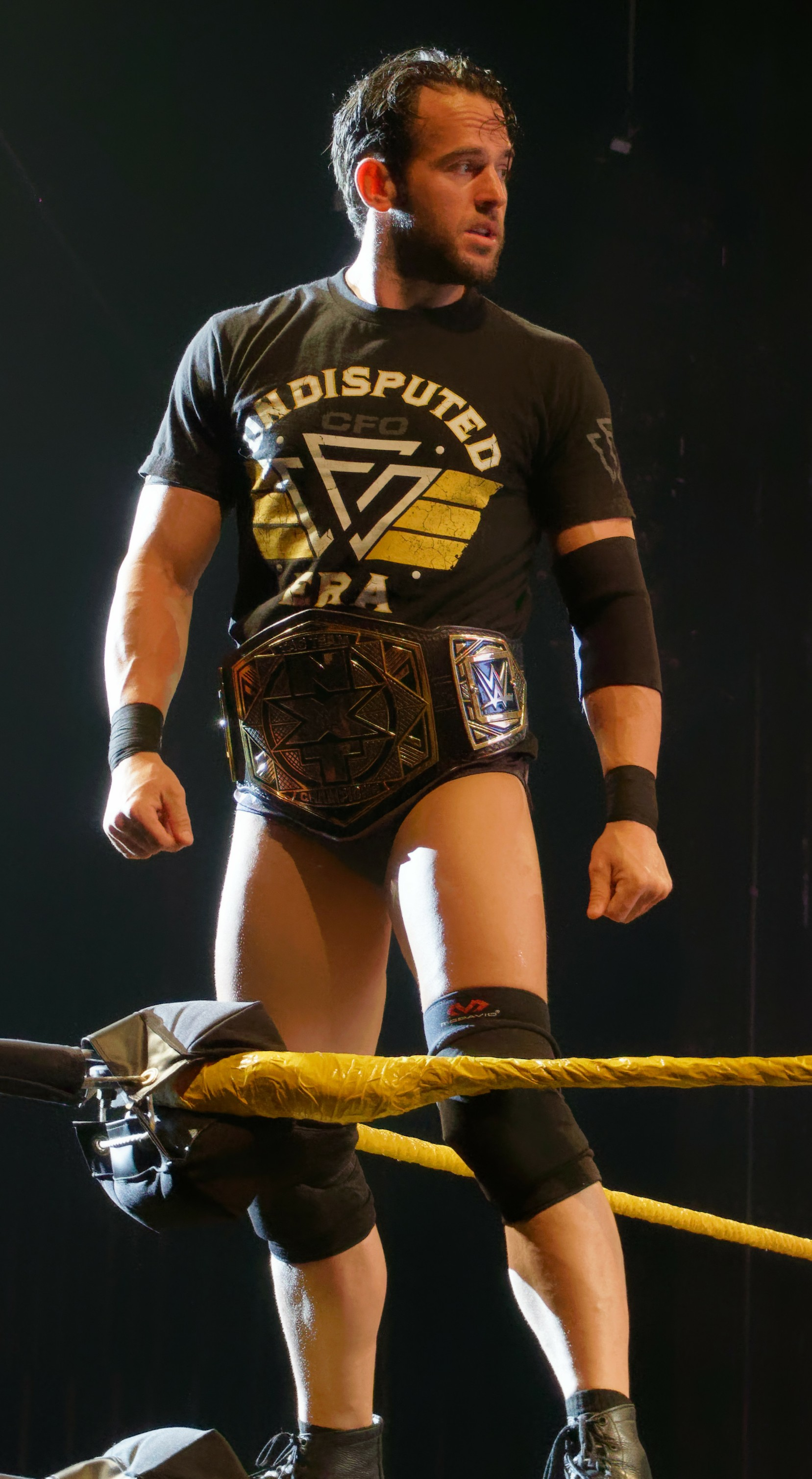
Roderick Strong con la seconda versione del titolo (2017–presente)

Nella puntata di NXT del 23 gennaio 2013 Shawn Michaels ha annunciato il debutto ufficiale del titolo nello show con un torneo a otto tag team per la sua assegnazione.
Il 31 gennaio 2013 Adrian Neville e Oliver Grey sconfissero la Wyatt Family (Luke Harper e Erick Rowan) diventando i primi detentori dell'NXT Tag Team Championship. Tuttavia, a causa di un infortunio di Grey, Bo Dallas venne chiamato a sostituirlo ma, nonostante questo, Dallas non venne riconosciuto dalla WWE come campione. Il 20 giugno 2013 Adrian Neville e Corey Graves sconfissero la Wyatt Family per i titoli e, dopo questa vittoria, Neville divenne il primo wrestler a vincere il titolo in due occasioni. L'8 giugno 2016, a NXT TakeOver: The End, i Revival sconfissero gli American Alpha, diventando il primo tag team a vincere il titolo per due volte.
Il 4 settembre, a NXT Worlds Collide, i Pretty Deadly sconfissero i Creed Brothers, detentori dell'NXT Tag Team Championship, in un fatal 4-way tag team elimination match che comprendeva anche Brooks Jensen e Josh Briggs, detentori dell'NXT UK Tag Team Championship e il Gallus (Mark Coffey e Wolfgang); i Pretty Deadly eliminarono per i ultimi i Creed Brothers, vincendo la contesa, grazie al tradimento di Damon Kemp ai danno di questi ultimi, unificando di conseguenza l'NXT UK Tag Team Championship e l'NXT Tag Team Championship appena vinti.

### Cintura
La prima versione della cintura era in cuoio nero e presentava la placca centrale dorata e nera a forma di esagono con al centro, in verticale, il logo NXT mentre sulla parte sinistra (in lettere dorate a sfondo nero) era presente la scritta "Tag" mentre sulla parte destra (in lettere nere a sfondo dorato) era presente la scritta "Team". Su entrambi i lati della cintura, inoltre, era presente una placca pentagonale recante il logo della WWE (a destra la placca era a sfondo nero e logo dorato mentre a sinistra era il contrario). Dal 1º aprile 2017 la cintura ha cambiato design: infatti presenta la placca centrale sempre a forma di esagono in oro con all'interno un quadrato d'argento con al centro il logo di NXT in verticale (con la "X" in evidenza e il logo della WWE nel centro di tale "X"), sopra di esso la scritta "Tag Team" e in basso la scritta "Champions". Ad entrambi i lati, inoltre, è presente una placca pentagonale personalizzabile per i detentori delle cinture.

## Albo d'oro
Statistiche aggiornate al 5 luglio 2025.
| #  | Team                                                 | Regni | Data              | Giorni | Località                     | Evento                        | Note | Fonti  |
| -- | ---------------------------------------------------- | ----- | ----------------- | ------ | ---------------------------- | ----------------------------- | --- | ------ |
| 1  | Adrian Neville e Oliver Grey                         | 1     | 31 gennaio 2013   | 91     | Winter Park, Florida         | NXT                           | Neville e Grey sconfissero la Wyatt Family (Luke Harper e Erick Rowan) nella finale del torneo per l'assegnazione del titolo. In onda il 13 febbraio 2013. Bo Dallas sostituì l'infortunato Oliver Grey, ma non venne riconosciuto come campione.                                                       | [ 3 ]  |
| 2  | The Wyatt Family (Luke Harper e Erick Rowan)         | 1     | 2 maggio 2013     | 49     | Winter Park, Florida         | NXT                           | Bo Dallas sostituì l'infortunato Oliver Grey. In onda l'8 maggio 2013. | [ 4 ]  |
| 3  | Adrian Neville e Corey Graves                        | 1     | 20 giugno 2013    | 84     | Winter Park, Florida         | NXT                           | In onda il 17 luglio 2013. | [ 5 ]  |
| 4  | The Ascension                                        | 1     | 12 settembre 2013 | 364    | Winter Park, Florida         | NXT                           | In onda il 2 ottobre 2013. | [ 6 ]  |
| 5  | The Lucha Dragons                                    | 1     | 11 settembre 2014 | 126    | Winter Park, Florida         | NXT TakeOver: Fatal 4-Way     | | [ 7 ]  |
| 6  | Blake e Murphy                                       | 1     | 15 gennaio 2015   | 219    | Winter Park, Florida         | NXT                           | In onda il 28 gennaio 2015. | [ 8 ]  |
| 7  | The Vaudevillains                                    | 1     | 22 agosto 2015    | 61     | Brooklyn, New York           | NXT TakeOver: Brooklyn        | | [ 9 ]  |
| 8  | The Revival                                          | 1     | 22 ottobre 2015   | 162    | Winter Park, Florida         | NXT                           | In onda l'11 novembre 2015. | [ 10 ] |
| 9  | American Alpha                                       | 1     | 1º aprile 2016    | 68     | Dallas, Texas                | NXT TakeOver: Dallas          | | [ 11 ] |
| 10 | The Revival                                          | 2     | 8 giugno 2016     | 164    | Winter Park, Florida         | NXT TakeOver: The End         | | [ 12 ] |
| 11 | #DIY                                                 | 1     | 19 novembre 2016  | 70     | Toronto                      | NXT TakeOver: Toronto         | In un 2-out-of-3 falls match vinto per 2-1. | [ 13 ] |
| 12 | The Authors of Pain                                  | 1     | 28 gennaio 2017   | 203    | San Antonio, Texas           | NXT TakeOver: San Antonio     | | [ 14 ] |
| 13 | SAnitY (Alexander Wolfe e Eric Young)                | 1     | 19 agosto 2017    | 102    | Brooklyn, New York           | NXT TakeOver: Brooklyn III    | Anche Killian Dain difese il titolo sotto la "Freebird Rule", ma non venne riconosciuto come campione. | [ 15 ] |
| 14 | The Undisputed Era                                   | 1     | 29 novembre 2017  | 202    | Winter Park, Florida         | NXT                           | In onda il 20 dicembre 2017. Dain e Young difesero i titoli in questo match. Fish e O'Reilly erano originariamente i campioni, ma quando Fish si infortunò Adam Cole prese il suo posto. Nella puntata di NXT dell'11 aprile Roderick Strong venne riconosciuto come campione sotto la "Freebird Rule". | [ 16 ] |
| 15 | Trent Seven e Tyler Bate                             | 1     | 19 giugno 2018    | 2      | Londra                       | NXT U.K. Championship         | O'Reilly e Strong difesero i titoli in questo match. In onda il 26 giugno 2018. | [ 17 ] |
| 16 | The Undisputed Era (Kyle O'Reilly e Roderick Strong) | 2     | 21 giugno 2018    | 219    | Winter Park, Florida         | NXT                           | O'Reilly e Strong vinsero l'incontro quando Bate lanciò l'asciugamano sul ring. In onda l'11 luglio 2018. | [ 18 ] |
| 17 | War Raiders                                          | 1     | 26 gennaio 2019   | 95     | Phoenix, Arizona             | NXT TakeOver: Phoenix         | | [ 19 ] |
| —  | Vacante                                              | —     | 1º maggio 2019    | —      | Winter Park, Florida         | NXT                           | Il 15 aprile 2019, per effetto dello Shake-up, i War Raiders passarono al roster di Raw e i titoli vennero resi vacanti. In onda il 15 maggio 2019. | [ 20 ] |
| 18 | The Street Profits                                   | 1     | 1º giugno 2019    | 75     | Bridgeport, Connecticut      | NXT TakeOver: XXV             | Gli Street Profits sconfissero Danny Burch e Oney Lorcan, i Forgotten Sons (Steve Cutler e Wesley Blake) e l'Undisputed Era (Bobby Fish e Kyle O'Reilly) in un ladder match per la riassegnazione dei titoli.                                                                                           | [ 21 ] |
| 19 | The Undisputed Era (Bobby Fish e Kyle O'Reilly)      | 3     | 15 agosto 2019    | 185    | Winter Park, Florida         | NXT                           | In onda il 28 agosto 2019. | [ 22 ] |
| 20 | Matt Riddle e Pete Dunne                             | 1     | 16 febbraio 2020  | 87     | Portland, Oregon             | NXT TakeOver: Portland        | Dal 15 aprile 2020 Timothy Thatcher sostituì Dunne per problemi di viaggio dovuti alla pandemia di COVID-19, ma non venne riconosciuto come campione. | [ 23 ] |
| 21 | Imperium (Fabian Aichner e Marcel Barthel)           | 1     | 13 maggio 2020    | 105    | Winter Park, Florida         | NXT                           | Timothy Thatcher era in sostituzione dell'indisponibile Pete Dunne. | [ 24 ] |
| 22 | Breezango                                            | 1     | 26 agosto 2020    | 56     | Winter Park, Florida         | NXT                           | | [ 25 ] |
| 23 | Danny Burch e Oney Lorcan                            | 1     | 21 ottobre 2020   | 153    | Orlando, Florida             | NXT                           | | [ 26 ] |
| —  | Vacante                                              | —     | 23 marzo 2021     | —      | —                            | —                             | I titoli furono resi vacanti dal general manager William Regal in seguito di un infortunio di Burch alla spalla. | [ 27 ] |
| 24 | MSK                                                  | 1     | 7 aprile 2021     | 202    | Orlando, Florida             | NXT TakeOver: Stand & Deliver | Gli MSK sconfissero i Grizzled Young Veterans e Joaquin Wilde e Raul Mendoza in un triple threat tag team match per la riassegnazione dei titoli. | [ 28 ] |
| 25 | Imperium (Fabian Aichner e Marcel Barthel)           | 2     | 26 ottobre 2021   | 158    | Orlando, Florida             | NXT Halloween Havoc           | In un Lumber Jack-o'-Lantern match. | [ 29 ] |
| 26 | MSK                                                  | 2     | 2 aprile 2022     | 6      | Dallas, Texas                | NXT Stand & Deliver           | In un triple threat tag team match che comprendeva anche i Creed Brothers. | [ 30 ] |
| —  | Vacante                                              | —     | 8 aprile 2022     | —      | —                            | —                             | I titoli furono resi vacanti il 6 aprile 2022 in seguito al licenziamento di Carter (in storyline rinunciarono ai titoli). | [ 31 ] |
| 27 | Pretty Deadly                                        | 1     | 12 aprile 2022    | 53     | Orlando, Florida             | NXT 2.0                       | I Pretty Deadly vinsero un gauntlet match per la riassegnazione dei titoli che comprendeva anche Brooks Jensen e Josh Briggs, Grayson Waller e Sanga, Cruz Del Toro e Joaquin Wilde e i Creed Brothers, che eliminarono per ultimi vincendo la contesa.                                                 | [ 32 ] |
| 28 | The Creed Brothers                                   | 1     | 4 giugno 2022     | 92     | Orlando, Florida             | NXT In Your House             | | [ 33 ] |
| 29 | Pretty Deadly                                        | 2     | 4 settembre 2022  | 97     | Orlando, Florida             | NXT Worlds Collide            | Era in palio anche l'NXT UK Tag Team Championship di Brooks Jensen e Josh Briggs in un fatal 4-way tag team elimination match per l'unificazione delle cinture che comprendeva anche il Gallus (Mark Coffey e Wolfgang).                                                                                | [ 34 ] |
| 30 | The New Day                                          | 1     | 10 dicembre 2022  | 56     | Orlando, Florida             | NXT Deadline                  | | [ 35 ] |
| 31 | Gallus (Mark Coffey e Wolfgang)                      | 1     | 4 febbraio 2023   | 176    | Charlotte, Carolina del Nord | NXT Vengeance Day             | In un fatal 4-way tag team match che comprendeva anche Andre Chase e Duke Hudson e i Pretty Deadly. | [ 36 ] |
| 32 | Tony D'Angelo e Channing "Stacks" Lorenzo            | 1     | 30 luglio 2023    | 86     | Cedar Park, Texas            | NXT The Great American Bash   | | [ 37 ] |
| 33 | Chase U (Andre Chase e Duke Hudson)                  | 1     | 24 ottobre 2023   | 21     | Orlando, Florida             | NXT Halloween Havoc           | | [ 38 ] |
| 34 | Tony D'Angelo e Channing "Stacks" Lorenzo            | 2     | 14 novembre 2023  | 91     | Orlando, Florida             | NXT                           | | [ 39 ] |
| 35 | Bron Breakker e Baron Corbin                         | 1     | 13 febbraio 2024  | 56     | Orlando, Florida             | NXT                           | | [ 40 ] |
| 36 | Nathan Frazer e Axiom                                | 1     | 9 aprile 2024     | 126    | Orlando, Florida             | NXT                           | | [ 41 ] |
| 37 | Chase U (Andre Chase e Ridge Holland)                | 1     | 13 agosto 2024    | 19     | Orlando, Florida             | NXT                           | | [ 42 ] |
| 38 | Nathan Frazer e Axiom                                | 2     | 1º settembre 2024 | 230    | Denver, Colorado             | NXT No Mercy                  | | [ 43 ] |
| 39 | Hank Walker e Tank Ledger                            | 1     | 19 aprile 2025    | 77     | Las Vegas, Nevada            | NXT Stand & Deliver           | | [ 44 ] |